# KiKA
Il Der KinderKAnal von ARD und ZDF, abbreviato KiKA (ˈkiːkaː), è un canale televisivo pubblico in lingua tedesca di proprietà delle emittenti ARD e ZDF per un target di bambini e adolescenti.

## Storia
Le trasmissioni iniziano il 1 gennaio 1997 come Der Kinderkanal. Dal 1º maggio 2000 il nome viene abbreviato in KI.KA, mentre dal 14 febbraio 2012 sparisce il puntino e diventa KiKa. Kinderkanal (nome esteso di KiKa, tradotto in "canale dei bambini"), che ha la sua sede a Erfurt, è una collaborazione in pari misura tra le televisioni pubbliche ARD e ZDF. Il canale KiKa è un compartimento della TV pubblica tedesca dedicato a un target di telespettatori tra i 3 e i 13 anni. Nella programmazione del canale sono presenti cartoni animati, serie televisive, film, programmi di informazioni e magazine.
Dal 30 aprile 2012 il canale viene trasmesso anche in HD.

## Programmi

### Programmi in prima TV attualmente in onda
- 1, 2 oder 3
- Animanimals
- Alieni pazzeschi
- Anna und die Haustiere
- Baumhaus
- Being Ian
- Belle e Sebastien
- Bobo Siebenschläfer
- Boule e Bill
- Checker Julian
- Checker Tobi
- Checkpoint
- Die Sendung mit dem Elefanten
- Dog Loves Books
- Doki
- Ella the Elephant
- Ein Fall für die Erdmännchen
- ENE MENE BU und dran bist du
- Erde an Zukunft
- Fieps
- Four and a Half Friends
- Geronimo Stilton
- Gli orsetti del cuore - Benvenuti a Tantamore
- Grani di pepe
- Hope Works
- I Doozers
- Il gatto col cappello
- Il libro della giungla
- Il piccolo regno di Ben e Holly
- Il trattorino rosso
- I pirati della porta accanto
- I Puffi
- I Tecnoinsetti
- Jan & Henry
- KIKA LIVE
- KiKANiNCHEN
- La banda di Becca
- La famiglia Volpitassi
- L'armadio di Chloe
- Lassie
- Leider laut
- Le nuove avventure di Peter Pan
- Liebste Fellnasen
- Loup
- Löwenzähnchen
- Maga Martina (serie animata)
- Masha e Orso
- Mein Bruder und ich
- Molang
- Non-Non
- Odd Squad
- Ollie e Moon
- Peek Zoo
- Pia und die Haustiere
- Pip e Posy
- Pumuckls Abenteuer
- Raketenflieger Timmi
- Rita and Crocodile
- Robbie ragazzo spaziale
- Robin Hood - Alla conquista di Sherwood
- Sam il pompiere (stagioni 6-)
- Schau in meine Welt!
- Schloss Einstein
- Schmatzo – Koch-Kids-Club
- Sesamo apriti
- Shaun, vita da pecora
- Sherlock Yack - Zoo Detective
- SingAlarm
- Sir Mouse
- stark!
- Super Wings
- Tanzalarm!
- Team Timster
- The Garfield Show
- The little raven Sock
- The Wild Adventures of Blinky Bill
- Tib & Tumtum
- Trotro
- Wendy
- Wir Kinder aus dem Möwenweg
- Yakari
- Ziggy en de Zootram

### Programmi in prima TV non più in onda
- Ciao Principessa
- Classic Tales
- Die Jungs-WG
- Die Muskeltiere
- Gli orsetti del cuore e i loro cugini
- H2O
- Meine Freundin Conni
- Mirette Investigates
- Miss Moon
- Moooment!
- My Move
- Mysterium
- Power Players
- Secret Ranch
- Sherazade: The Untold Stories
- Simsalagrimm
- Tall Tales
- TickTack – Zeitreise mit Lisa & Lena
- Trudes Tier

## Loghi

Logo utilizzato dal 1997 al 2000
Logo utilizzato dal 2000 al 2005
Logo utilizzato dal 2005 al 2008
Logo utilizzato dal 2008 al 2012
Logo in uso dal 14 febbraio 2012